# Стража (Капушу Маре)
Стража (рум. Straja) насеље је у Румунији у округу Клуж у општини Капушу Маре. Oпштина се налази на надморској висини од 547 m.

## Становништво
Према подацима из 2002. године у насељу је живело 129 становника, од којих су сви румунске националности.